# Psilí Vrýsi
Psilí Vrýsi (grec moderne : Ψηλή Βρύση) est une localité située dans le dème de Tripoli, dans le district régional d'Arcadie, dans la périphérie du Péloponnèse, en Grèce.
Selon le recensement de 2021, elle compte 34 habitants.